# Mario Eduardo Dorsonville
Mario Eduardo Dorsonville Rodríguez (Bogotá, 31 de octubre de 1960-Washington, 19 de enero de 2024) fue un prelado católico colombiano nacionalizado estadounidense que sirvió como obispo de Houma-Thibodaux desde marzo de 2023 hasta su muerte. Fue obispo auxiliar de Washington D. C., de 2015 a 2023.

## Trayectoria
Fue ordenado sacerdote el 23 de noviembre de 1985 e incardinado en la Arquidiócesis de Bogotá. Durante varios años fue empleado de la Universidad Nacional de Colombia, desempeñándose como capellán y profesor de ética.
También estudió en la Universidad Católica de América en Washington. En 1997 quedó asociado permanentemente a esta ciudad y dos años después fue incardinado en la archidiócesis local. Durante ocho años trabajó como vicario en varias parroquias y en 2005 asumió como director del Centro Católico Español.
El 20 de marzo de 2015, el Papa Francisco lo nombró obispo auxiliar de la diócesis de Washington y obispo titular de Kearney. Fue consagrado el 20 de abril de 2015 por el cardenal Donald Wuerl.El 1 de febrero de 2023, el mismo Papa lo transfirió al cargo de obispo diocesano del obispado de Houma-Thibodaux. Asumió el cargo el 29 de marzo de 2023. 
Falleció el 19 de enero de 2024.